# Böröczky Károly (matematikus, 1964)
ifj. Böröczky Károly (Budapest, 1964. február 10. –) magyar matematikus.

## Élete
Az Eötvös Loránd Tudományegyetemen diplomázott 1988-ban. Négy évvel később 1992-ben a kanadai University of Calgaryn megszerezte a PhD-fokozatát. Disszertációjának címe: Intrinsic Volumes Of Finite Ball-Packings. Témavezetője Bisztriczky Tibor volt. 1993-ban kandidátusi fokozatot szerzett. 2006-ban a Magyar Tudományos Akadémia doktora lett.
Jelenleg (2015) két egyetemen és egy kutatóintézetben dolgozik: részmunkaidős egyetemi docens az Eötvös Loránd Tudományegyetemen a geometria tanszéken, a Rényi Alfréd Matematikai Kutatóintézet professzora és a Közép-európai Egyetemen részmunkaidőben a Matematika Intézet vezetője. 1988–1989-ben rövid ideig a Budapesti Műszaki Egyetem adjunktusa volt.
Több külföldi egyetemen is volt vendégprofesszor (USA, Olaszország, Franciaország, Egyesült Királyság, Spanyolország).
Kutatási területe a konvex geometria és a diszkrét geometria.
Édesapja, Böröczky Károly szintén matematikus.

## Díjai
- Erdős Pál-díj: 2004
- Bolyai-ösztöndíj: 2001, 2005
- Széchenyi professzori ösztöndíj: 1998